# Sinfonía n.º 3 (Nielsen)

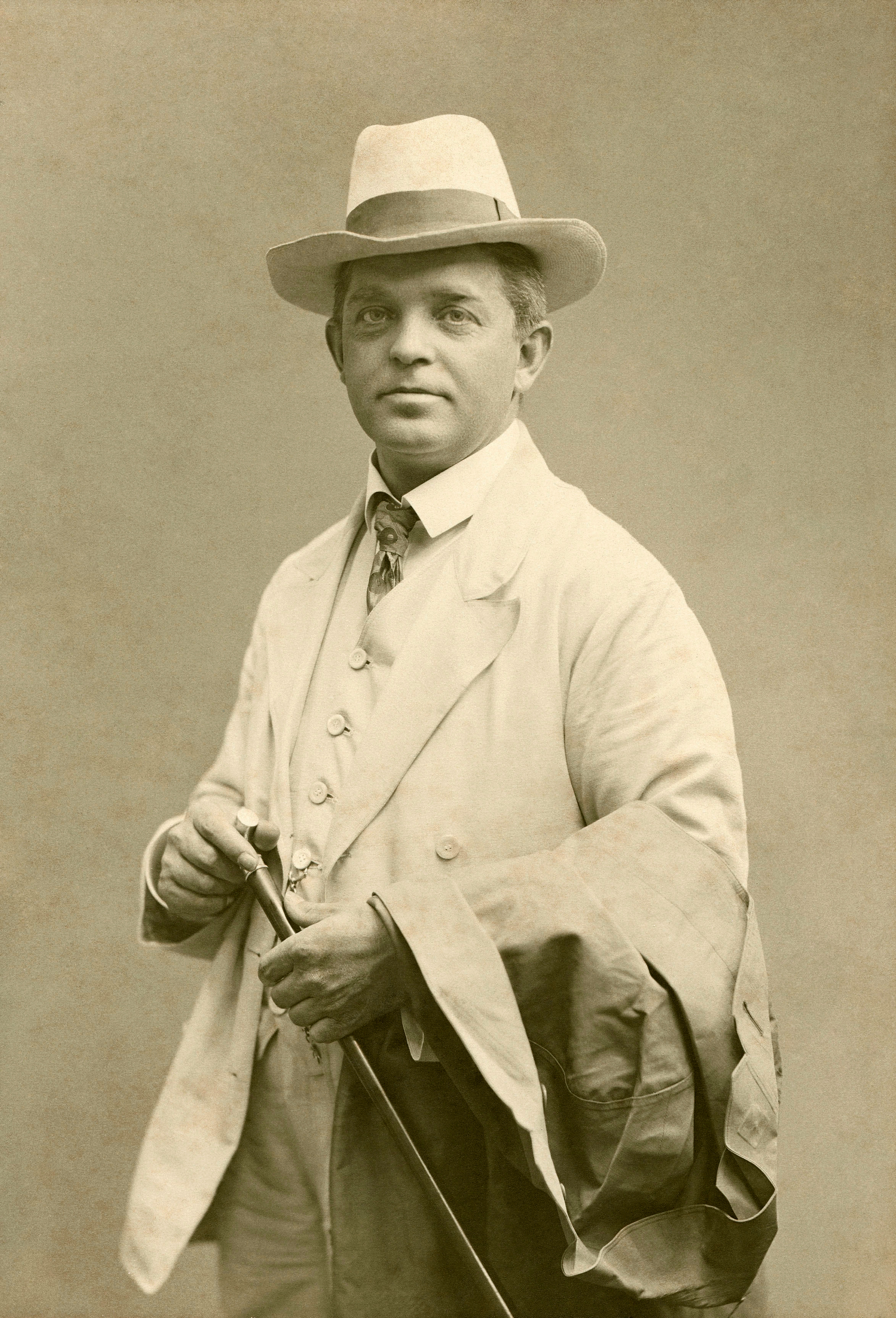
Carl Nielsen c. 1908

La Sinfonía n.º 3 en re menor, op. 27 “Espansiva” de Carl Nielsen es una composición para orquesta compuesta en 1910 y 1911.

## Composición
Después de la Segunda Sinfonía, pasarían nueve años para esperar a que Carl Nielsen completara una tercera sinfonía; mientras tanto, su fama había crecido gradualmente fuera de Dinamarca, principalmente como compositor sinfónico, pero también como director de orquesta. Así dirigió conciertos en varios países escandinavos, y también en Holanda (1912), en Alemania (1913), en Inglaterra (fue a Londres en 1923), en Francia (en París). También visitó en Italia, visitando Florencia donde completó el Concierto para flauta y orquesta. También se dedicó al teatro, completando en 1906 la ópera Maskarade, brillante entretenimiento/pastiche inspirado en Las bodas de Fígaro de Wolfgang Amadeus Mozart que recibió un gran aprecio de Edvard Grieg.
La Tercera Sinfonía fue compuesta en los años 1910-11 y representa un paso importante en la evolución del lenguaje musical de Nielsen, ya que marca el abandono de la forma sonata tradicional. y la destitución de cualquier residuo de patetismo romántico, muy vivo en las obras de su contemporáneo Jean Sibelius
Nielsen completó los dos primeros movimientos con bastante rapidez en 1910 antes de experimentar un episodio de depresión que secó su inspiración durante unos meses. La génesis del segundo movimiento fue especialmente compleja, añadiendo el músico sólo de forma secundaria la parte vocal que no se basa en ningún texto (como en las Sirenas de los tres Nocturnos de Claude Debussy). Completó las dos últimas partes el 30 de abril de 1911.

## Estreno y repercusión
Su estreno tuvo lugar en Copenhague el 28 de febrero de 1912 por la Royal Danish Orchestra bajo la dirección del compositor. Durante el mismo concierto, estrenó su Concierto para violín. El título de "Espansiva" se le dio sólo de forma secundaria, a partir del título del primer movimiento. Nielsen publicó un comentario para esta primera interpretación.
El éxito fue inmediato y fue la sinfonía más interpretada del músico, tanto que su segundo movimiento sirvió como música fúnebre durante su funeral.
A los dos meses de su estreno, la sinfonía estaba en el repertorio de la Orquesta Real del Concertgebouw de Ámsterdam, y en 1913 se había presentado en Alemania (Stuttgart), Suecia (Estocolmo) y Finlandia (Helsinki). Pero no recibió una interpretación pública en el Reino Unido hasta 1962, bajo la dirección de Bryan Fairfax.
Nielsen recibió 5.000 marcos (1.100 $ en ese momento) por los derechos de publicación (C.F. Kahnt, Leipzig), una suma significativamente superior a la que solía recibir de sus editores. Fue la primera de las sinfonías de Nielsen que se lanzó comercialmente en un disco, con Erik Tuxen dirigiendo la Orquesta Sinfónica de la Radio Danesa.

## Instrumentación
- 3 flautas, 3ª flauta doble flautín
- 3 oboes, 3er oboe doble corno inglés
- 3 clarinetes en La y Si bemol
- 3 fagotes, 3er fagot doble contrafagot
- 4 trompetas en fa
- 3 trompetas en F
- 3 trombones (2 tenor, 1 bajo)
- Tuba
- Timbales
- Solo de soprano, solo segundo movimiento (reemplazable por cuarto clarinete)
- Solo de barítono, solo segundo movimiento (reemplazable por cuarto trombón)
- Instrumentos de cuerda

## Estructura
Como en las dos anteriores, también en la Tercera Nielsen se mantiene fiel a la tradicional división en cuatro movimientos, con los dos movimientos extremos en tiempo de Allegro, enmarcando un Andante meditativo y un Allegretto (colocado en lugar del minuetto con trío clásico). Por otro lado, la obra se revela absolutamente personal y en ella la cualidad melódica es recuperada y coordinada por Nielsen en un estilo original, ya iluminado con un esplendor esmaltado, ya oscurecido por una grisura fatalista.
- I. Allegro expansivo

En el primer movimiento (cuyo subtítulo probablemente da lugar al nombre de la sinfonía), los sentimientos de alegría de vivir, la energía y el ímpetu se vuelven sonoros y dominan, comunicando un cambio de acentos de fondo y desde el cual se puede sentir la evolución pacífica de Nielsen, de la introversión a la apertura al mundo. Llama la atención el libre flujo rítmico de la música y la gama de medios orquestales ampliamente explotados con gran confianza y maestría.
- II. Andante pastorale

La vivacidad del primer movimiento contrasta con la serena calma del Andante posterior en el que domina el motivo pastoril mencionado en el subtítulo. Sin embargo, el amor y la contemplación de la naturaleza no representan aquí un eco de las referencias románticas; en la música también hay energía, efectos sentimentales espaciados y el amor por el ritmo de Nielsen, además del gusto tonal con el que el músico danés suma al peso de la orquesta las voces de un barítono y una soprano que cantan sobre una voz casi como dos instrumentos solistas en un diálogo concertante.
- III. Allegretto un poco

En el tercer movimiento, la quinta de las trompetas que se escuchan al principio puede interpretarse como una señal de retorno y pueden sonar como una salida de la realidad. Si en la música de Nielsen podemos reconocer reminiscencias del paisaje autóctono, se traducen en sonoridades brillantes, en una nueva profundidad polifónica, en una espacialidad inquieta y en un activismo optimista que, incluso en este Allegretto, superan y dejan atrás cualquier atisbo de pasión romántica.
- IV. Allegro

El movimiento final destaca por la habilidad con la que Nielsen se revela capaz de componer una música sencillamente seductora en la melodía y de gran destreza constructiva bajo el perfil del proceso armónico. El Allegro puede considerarse como una invitación a la sencillez dirigida al oyente, una sencillez que más tarde inspiraría a Nielsen en la composición de su Sexta y última sinfonía.

## Discografía parcial
- Orquesta Filarmónica de la BBC, John Storgårds (Chandos)
- Orquesta Sinfónica de la Radio Danesa, John Frandsen (gremio)
- Orquesta Sinfónica de la Radio Danesa, Thomas Jensen (Danacord)
- Orquesta Sinfónica de la Radio Danesa, Michael Schønwandt (Alliance)
- Göteborgs Symfoniker, Neeme Järvi (Deutsche Grammophon)
- Orquesta Filarmónica Janáček, Theodore Kuchar (Clásicos Brillantes)
- Orquesta Sinfónica de Londres, François Huybrechts (Decca)
- Orquesta Sinfónica de Londres, Ole Schmidt (Conceptos musicales)
- Orquesta Sinfónica Nacional de Irlanda, Adrian Leaper (Naxos)
- Orquesta Real Danesa, Leonard Bernstein (Sony BMG) Referencia
- Radio Sinfonie-Orchestre Frankfurt, Paavo Järvi (RCA BMG)
- Orquesta Real Danesa, Paavo Berglund (RCA BMG)
- Real Orquesta Escocesa, Bryden Thomson (Chandos)
- Orquesta Sinfónica de San Francisco, Herbert Blomsted (Decca) Referencia
- Orquesta Sinfónica de la Radio Sueca, Esa-Pekka Salonen (Sony BMG)